# Zabalaza
Zabalaza, antes Zabalaza Anarchist Communist Federation (ZACF o ZabFed), y desde 2007 Zabalaza Anarchist Communist Front, es una federación de grupos anarcocomunistas en Sudáfrica. En materia castellana en Argentina, su nombre también se ha traducido como Frente Anarco-Comunista Zabalaza (FACZ). Zabalaza está inspirada por la Plataforma Organizacional de los Comunistas Libertario.
La federación Zabalaza está constituida por:
- Cruz Negra Anarquista
- Colectivo Medios Bikisha
- Grupo de Acción Negra
- Grupo de Acción Zabalaza
- Zabalaza Books (editorial)
- Varias individualidades anarquistas militantes de varios "townships" a lo largo de Sudáfrica.

Los miembros de Zabalaza comparten un acuerdo básico en términos de unidad teórica y estratégica, compromiso colectivo y federalismo tal como lo sugiere la Plataforma. En términos históricos la tradición plataformista comienza con el manifiesto de La Plataforma Organizacional de los Comunistas Libertarios escrito por Néstor Makhno e incluye al grupo de la CNT de Los Amigos de Durruti durante la Revolución española quienes escribieron Luego de la Revolución Fresca. En el período de posguerra hubo quienes incluyeron como parte de la tradición documentos como el panfleto de Georges Fontenis titulado Manifiesto del Comunismo Libertario.

## Integrantes
En esta entrevista se hace referencia acerca de la composición clasista de la pertenencia a Zabalaza:

Los grupos confederales están conformados tanto por negros como por blancos, mayoritariamente son de clase obrera y varios de ellos desempleados o estudiantes. La actual cantidad de afilidad está repartida más o menos de forma equitativa, pero hay más gente negra viviendo en invasiones o en townships interesados en el anarquismo que gente blanca de los suburbios. La edad promedio del miembro suele ser de alguien en sus primeros 20s, con empleos casuales y varones. Esperamos que la afiliación femenina se incremente a medida que nuestros proyectos comunitarios prueben su valor y también esperamos atraer a los activistas indígenas, asiáticos y coloureds.

- Con indígenas se refieren a los Bushmen /hombres de los arbustos/ Griquas, Khoekhoen y otros auto-descritos como “amarillos”, las primeras gentes que vivían en Sudáfrica, que son personas negras.

En uno de los foros de debate de Zabalaza se indica que:

La ZACF está compuesta de negros y blancos a una proporción de 50/50, con presencia en los pueblos de Motsoaledi (Soweto), Dlamini (Soweto) y Umlazi (Durban). Actualmente no existen afiliados indios (hindúes).

## Relaciones con otras organizaciones
Dentro del África mantienen contacto con la Awareness League de Nigeria, aunque sigue siendo difícil mantenerlo debido al poco acceso a la comunicaciones como es el caso del tercer mundo. Existen contactos con otras organizaciones anticapitalistas y prolibertarias dentro de África, en Kenia y Uganda principalmente.
Internacionalmente es parte de Solidaridad Internacional Libertaria. Sus lazos históricos más estrechos los tienen con el WSM de Irlanda, la SAC de Suecia, las dos CNTs de Francia por igual y la CGT de España.

## Zabalaza Books
Zabalaza Books es una organización dentro de la federación anarquista de Zabalaza. Es un proyecto de envío por correo de pedidos de literatura del anarquista que publica y distribuye los libros anarquistas, los folletos, música, y videos clásicos y contemporáneos en la región del africana meridional. Se originó como colectivo underground hace una década al final del apartheid. Los asuntos cubiertos incluyen: Anarquismo, Sindicalismo revolucionario (Anarco-sindicalismo), liberación de las mujeres, anarquismo y ecología, historia revolucionaria y muchos otros. Distribuye mucha de la literatura en formato pdf en su website.

### Prensa
Es un editorial que publica varios libros sobre temas de movimientos sociales y relacionados, también están publicando un periódico llamado Zabalaza, Prensa del Anarquismo Revolucionario del Sur de África, hasta ahora se han impreso tres números.

## Enlaces
- Zabalaza.net (página web oficial)
- Entrevista con Black Flag
- Federación Anarquista en Sudáfrica: ZACF
- ZACF-Africa meridional: Congreso 2005
- Anarquismo en acción en Sudáfrica